# Fondali Punta Apicchi
Fondali Punta Apicchi este o arie protejată (arie specială de conservare — SAC, sit de importanță comunitară — SCI) din Italia întinsă pe o suprafață de 52 ha, integral marine.

## Localizare
Centrul sitului Fondali Punta Apicchi este situat la coordonatele 44°12′13″N 9°32′14″E / 44.203611°N 9.537222°E.

## Înființare
Situl Fondali Punta Apicchi a fost declarat sit de importanță comunitară în iunie 1995 pentru a proteja . Situl a fost protejat și ca arie specială de conservare în octombrie 2016.

## Biodiversitate
Situată în ecoregiunea mediteraneană, aria protejată conține 2 habitate naturale: Bancuri de nisip acoperite în permanență slab de apă marină, Straturi cu Posidonia (Posidonion oceanicae).
La baza desemnării sitului se află un număr nedeclarat de specii protejate:
Pe lângă speciile protejate, pe teritoriul sitului au mai fost identificate 6 specii de pești.